# Сарай (Текирдаг)
Сарай (тур. Saray) — район в провинции Текирдаг (Турция).

## История
Эти места были населены с древних времён, однако рост населённых пунктов начался лишь с приходом турок, разместивших неподалёку в Эдирне свою столицу. После аннексии Крымского ханства Российской империей в конце XVIII века сюда переселились представители крымского ханского рода Гиреев, многие из которых похоронены в местной мечети Аяз-паши.